# Ercole Rabitti
Ercole Rabitti (ur. 24 kwietnia 1921 w Turynie, zm. 28 maja 2009 w Ferrarze) – włoski piłkarz i trener piłkarski.
Ercole Rabitti był piłkarzem, a także trenerem Juventusu.
Trenował drużynę Juventusu w sezonie 1969/1970. „Stara Dama” zajęła wówczas trzecie miejsce w Serie A.